# Opérations sur les équivalents
Cet article synthétise les opérations valides sur les équivalents de fonctions, en analyse mathématique. Pour plus de détails, voir le cours correspondant sur Wikiversité.

## Règles simples

### Produit
Si {\displaystyle f_{1}\,{\underset {a}{\sim }}\,g_{1}} et {\displaystyle f_{2}\,{\underset {a}{\sim }}\,g_{2}} alors {\displaystyle f_{1}f_{2}\,{\underset {a}{\sim }}\,g_{1}g_{2}}.
On en déduit, si {\displaystyle f\,{\underset {a}{\sim }}\,g} :
- pour tout {\displaystyle \lambda \in \mathbb {C} ^{*}}, {\displaystyle \lambda f\,{\underset {a}{\sim }}\,\lambda g} ;
- pour tout {\displaystyle n\in \mathbb {N} ^{*}}, {\displaystyle f^{n}\,{\underset {a}{\sim }}\,g^{n}}.

### Quotient
En supposant, pour que les quotients soient définis, que {\displaystyle f_{2}} et {\displaystyle g_{2}} ne s'annulent pas au voisinage de a, sauf peut-être en a :
si {\displaystyle f_{1}\,{\underset {a}{\sim }}\,g_{1}} et {\displaystyle f_{2}\,{\underset {a}{\sim }}\,g_{2}} alors {\displaystyle {\frac {f_{1}}{f_{2}}}\,{\underset {a}{\sim }}\,{\frac {g_{1}}{g_{2}}}}.
En particulier :
si {\displaystyle f_{2}\,{\underset {a}{\sim }}\,g_{2}} alors {\displaystyle {\frac {1}{f_{2}}}\,{\underset {a}{\sim }}\,{\frac {1}{g_{2}}}}.

### Puissances
En supposant, pour que leurs puissances d'exposant quelconque soient définies, que f et g sont strictement positives au voisinage de a :
si {\displaystyle f\,{\underset {a}{\sim }}\,g} alors, pour tout {\displaystyle \alpha \in \mathbb {C} }, {\displaystyle f^{\alpha }\,{\underset {a}{\sim }}\,g^{\alpha }}.

## Composition

### Composition à droite par une même fonction
Si {\displaystyle \lim _{a}h=b} et si {\displaystyle f\,{\underset {b}{\sim }}\,g} alors {\displaystyle f\circ h\,{\underset {a}{\sim }}\,g\circ h}.

### Quelques cas de composition à gauche
Pour la composition à gauche, il n'existe pas de théorème général. Cependant, on peut remarquer certains cas particuliers.

#### Somme, différence
Si {\displaystyle f_{1}\,{\underset {a}{\sim }}\,g_{1}{\text{ et }}f_{2}\,{\underset {a}{\sim }}\,g_{2}} et si (au voisinage de a) {\displaystyle g_{1}} et {\displaystyle g_{2}} sont de même signe et ne s'annulent pas simultanément, alors {\displaystyle f_{1}+f_{2}\,{\underset {a}{\sim }}\,g_{1}+g_{2}}.

#### Composition à gauche par lelogarithme
En supposant, pour que leurs logarithmes soient définis, que f et g sont strictement positives au voisinage de a :
si {\displaystyle f\,{\underset {a}{\sim }}\,g} et si {\displaystyle \lim _{a}g=+\infty } ou {\displaystyle \lim _{a}g=0} (ou plus généralement : si {\displaystyle g} « ne s'approche pas » de 1), alors {\displaystyle \ln \circ f\,{\underset {a}{\sim }}\,\ln \circ g}.

#### Composition à gauche par l'exponentielle
{\displaystyle {\rm {e}}^{f}\,{\underset {a}{\sim }}\,{\rm {e}}^{g}\Leftrightarrow \lim _{a}(f-g)=0}.

## Primitives
Si deux fonctions de signe constant sont équivalentes au point a, alors leurs primitives qui s'annulent en a sont équivalentes au point a.

## Contre-exemples

### Somme, différence
Sans hypothèses supplémentaires (voir supra), on ne peut pas faire la somme ou la différence de fonctions équivalentes.
Par exemple, {\displaystyle 1+x\,{\underset {x\to 0}{\sim }}\,1} mais {\displaystyle (1+x)+(-1)\,{\underset {x\to 0}{\nsim }}\,1+(-1)}.

### Composition à gauche par l'exponentielle
De {\displaystyle f\,{\underset {a}{\sim }}\,g}, on ne peut pas déduire {\displaystyle {\rm {e}}^{f}\,{\underset {a}{\sim }}\,{\rm {e}}^{g}}.
En effet, {\displaystyle f-g\,{\underset {a}{=}}\,o(g)\not \Rightarrow \lim _{a}(f-g)=0} (voir supra).
Par exemple, {\displaystyle 1\,{\underset {x\to \infty }{=}}\,o(x)} mais {\displaystyle \lim _{+\infty }1\neq 0}.

### Composition à gauche par lelogarithme
De {\displaystyle f\,{\underset {a}{\sim }}\,g}, on ne peut pas déduire {\displaystyle \ln \circ f\,{\underset {a}{\sim }}\,\ln \circ g}.
En effet, si {\displaystyle f\,{\underset {a}{\sim }}\,1} alors (voir supra) {\displaystyle \ln \circ f\,{\underset {a}{\sim }}\,f-1}, or en général {\displaystyle f-1\,{\underset {a}{\nsim }}\,0}.
Par exemple {\displaystyle 1+x\,{\underset {x\to 0}{\sim }}\,1} mais {\displaystyle x\,{\underset {x\to 0}{\nsim }}\,0}.
L'hypothèse que {\displaystyle g} « ne s'approche pas » de 1 (voir supra) est indispensable.

### Dérivation
Si {\displaystyle f\,{\underset {a}{\sim }}\,g} et si f et g sont dérivables, on ne peut pas conclure que {\displaystyle f'\,{\underset {a}{\sim }}\,g'}.
Par exemple quand x tend vers 0, {\displaystyle f(x)=1+x} et {\displaystyle g(x)=1} sont équivalentes, mais {\displaystyle f'(x)=1} et {\displaystyle g'(x)=0}, donc {\displaystyle f'\,{\underset {0}{\nsim }}\,g'}.